# Fortitudini navali
Fortitudini navali  bila je počasna zastava koju je dodjeljivala Austro-Ugarska. Bila je oblika crvene zastavice. Dodjeljivala se pomorcu koji izvede neki veliki podvig u vrijeme rata. Dodijeljena je samo jednom, Hrvatu Antunu Celestinu Ivančiću iz Malog Lošinja, što je u borbi uspio osloboditi brod iz francuskog zarobljeništva u koji je pao u bitci kod Lastova i neoštećena ga dovesti u luku Gruž.